# Gena (Insekt)
Die Gena (lateinisch für „Wange“; Plural Genae) bezeichnet bei den Insekten die Seitenpartie der Kopfkapsel unterhalb der Komplexaugen und dem Vertex (Scheitel), nach hinten schließt sich das Occiput an. Die Bereiche des Occiput (Hinterkopf), die hinter den Genae liegen, werden als Postgenae bezeichnet.

## Belege
1. ↑  
Gena. In: Herder-Lexikon der Biologie. Spektrum Akademischer Verlag, Heidelberg 2003, ISBN 3-8274-0354-5.
2. 1 2  
Gerhard Seifert: Entomologisches Praktikum. Georg Thieme Verlag, Stuttgart 1975, ISBN 3-13-455002-4, S. 252 und 261.